# 清燉武山雞
清燉武山雞是贛菜著名的菜餚之一，以「炆」為主要特色。全菜的精髓是務必選用江西的泰和烏骨雞。

## 作法
烹制過程要保證隔水炆的砂鍋蓋大小適中，大鍋內水不至於冒入砂鍋內，以及蒸鍋上氣後才可開始蒸雞。

## 食材
清燉武山雞選用的食材主要有烏骨雞（1300克）、火腿（5克）、香菇（15克）、油菜心（20克）以及薑蔥料酒等。